# Josette (film, 1912)
Pour plus de détails, voir Fiche technique et Distribution.
Josette est un film muet français réalisé par Albert Capellani, sorti en 1912.

## Fiche technique
- Titre : Josette
- Réalisation : Albert Capellani
- Scénario : Louis Z. Rollini, d’après le roman de Paul Reboux (1903)
- Photographie : Pierre Trimbach
- Montage :
- Producteur :
- Société de production : Société cinématographique des auteurs et gens de lettres (S.C.A.G.L.)
- Société de distribution :  Pathé Frères
- Pays d'origine :  France
- Langue : film muet avec les intertitres en français
- Métrage : 385 mètres
- Format : Noir et blanc — 35 mm — 1,33:1 — Muet
- Genre : Comédie dramatique
- Durée : 12 minutes et 50 secondes
- Numéro de catalogue Pathé : 5149
- Dates de sortie :
  -  France : juillet 1912

## Distribution
- Juliette Clarens : Josette, le modèle
- Paul Capellani : Charles Vernecourt
- Georges Dorival : Vernecourt père
- Georges Tréville : Georges Dorival
- Maria Fromet
- Paule Andral
- Léontine Massart
- Marcelle Barry
- Camille Steyaert